# Benetton B200
Benetton B200 byl 15. vozem Formule 1 týmu Benetton, který se účastnil mistrovství světa v roce 2000.

## Popis
B200 byl navržen s cílem být konzistentně rychlý a spolehlivý a moc se neodchylovat od předešlé verze. Vůz je detailně propracován hlavně po stránce aerodynamiky, tým uvedl do provozu vlastní aerodynamický tunel a spolupracoval tu s italským výrobcem motoru Playlife tak aby motor byl co nejvíce uzpůsobený vozu. Také vývojové a technické oddělení týmu doznalo značných změn, odešel dosavadní technický ředitel a týmový manager Joan Villadelprat a hlavní návrhář Nick Wirth byl nahrazen Timem Denshamem.

## Benetton
- Model: Benetton B200
- Rok výroby: 2000
- Země původu: Itálie
- Konstruktér: Pat Symonds a Tim Densham
- Debut v F1: Grand Prix Austrálie 2000

## Technická data
- Převodovka: Benetton 6stupňová poloautomatická.
- Brzdy: AP Racing
- Motor: Playlife FB02
  - V10 71°
  - Objem: 2990 cm³
  - Výkon: 780cv/17300 otáček
  - Palivo: Agip
  - Vstřikování Magneti Marelli
  - Palivový systém Magneti Marelli
- Pneumatiky: Bridgestone

## Piloti
- Giancarlo Fisichella – 6. místo (18 bodů)
- Alexander Wurz – 15. místo (2 body)

## Statistika
- 17 Grand Prix
- 0 vítězství nejlépe 2. místo Brazílie
- 0 pole positions
- 20 bodů
- 3 x podium

## Výsledky v sezoně 2000
| Legenda k tabulce | Legenda k tabulce                                                                       |
| Barva             | Výsledek                                                                                |
| ----------------- | --------------------------------------------------------------------------------------- |
| Zlatá             | Vítěz                                                                                   |
| Stříbrná          | 2. místo                                                                                |
| Bronzová          | 3. místo                                                                                |
| Zelená            | Bodované umístění                                                                       |
| Modrá             | Nebodované umístění                                                                     |
| Modrá             | Dokončil neklasifikován (NC)                                                            |
| Fialová           | Odstoupil (Ret)                                                                         |
| Červená           | Nekvalifikoval se (DNQ)                                                                 |
| Červená           | Nepředkvalifikoval se (DNPQ)                                                            |
| Černá             | Diskvalifikován (DSQ)                                                                   |
| Bílá              | Nestartoval (DNS)                                                                       |
| Bílá              | Závod zrušen (C)                                                                        |
| Světle modrá      | Pouze trénoval (PO)                                                                     |
| Světle modrá      | Páteční testovací jezdec (TD)                                                           |
| Bez barvy         | Netrénoval (DNP)                                                                        |
| Bez barvy         | Vyřazen (EX)                                                                            |
| Bez barvy         | Nepřijel (DNA)                                                                          |
| Bez barvy         | Odvolal účast (WD)                                                                      |
| Bez barvy         | Nezúčastnil se (prázdné)                                                                |
| Označení          | Význam                                                                                  |
| Tučnost           | Pole position                                                                           |
| Kurzíva           | Nejrychlejší kolo                                                                       |
| †                 | Jezdec nedojel do cíle, ale byl klasifikován, protože odjel více než 90 % délky závodu. |
| ‡                 | Byl udělován poloviční počet bodů, protože bylo odjeto méně než 75 % délky závodu.      |
| Horní index       | Umístění bodujících jezdců ve sprintu                                                   |

| Rok  | Šasi     | Motor             | Pneu | Jezdci               | 1   | 2   | 3   | 4   | 5   | 6   | 7   | 8   | 9   | 10  | 11  | 12  | 13  | 14  | 15  | 16  | 17  | Body | Pořadí |
| ---- | -------- | ----------------- | ---- | -------------------- | --- | --- | --- | --- | --- | --- | --- | --- | --- | --- | --- | --- | --- | --- | --- | --- | --- | ---- | ------ |
| 2000 | Benetton | Playlife FB02 V10 | B    |                      | AUS | BRA | SMR | GBR | ESP | EUR | MON | CAN | FRA | AUT | GER | HUN | BEL | ITA | USA | JPN | MAL | 20   | 4.     |
| 2000 | Benetton | Playlife FB02 V10 | B    | Giancarlo Fisichella | 5   | 2   | 11  | 7   | 9   | 5   | 3   | 3   | 9   | Ret | Ret | Ret | Ret | 11  | Ret | 14  | 9   | 20   | 4.     |
| 2000 | Benetton | Playlife FB02 V10 | B    | Alexander Wurz       | 7   | Ret | 9   | 9   | 10  | 12  | Ret | 9   | Ret | 10  | Ret | 11  | 13  | 5   | 10  | Ret | 7   | 20   | 4.     |